# EBV Elektronik
Die EBV Elektronik GmbH ist ein 1969 gegründetes Großhandelsunternehmen für elektronische Bauelemente mit Sitz in Poing bei München und gehört zur US-amerikanischen Avnet Holding. Mit 24 Prozent Marktanteil ist EBV einer der größten Distributoren von Halbleiter-Bauelementen in Europa und unterhält 62 Niederlassungen in 28 Ländern in Europa, im mittleren Osten und in Afrika.

## Geschichte
Der damalige Vertriebsleiter bei Motorola, Erich Fischer, gründete im Juni 1969 mit einem Motorola-Franchisevertrag für Nordrhein-Westfalen die EBV Elektronik. Am Ende des Jahres 1970 betrug der Umsatz fünf Millionen Mark. 1972 suchte Hewlett Packard für seine Halbleitersparte in Deutschland nach einem Distributor und wurde nach Motorola, National Semiconductor, Signetics und Unitrode der fünfte Hersteller, den EBV vertrieb. Im Januar 1986 eröffnete in Brüssel das erste EBV-Büro außerhalb Deutschlands. EBV war der erste Distributor überhaupt, der außerhalb seines Landes einen Franchisevertrag von Motorola erhielt. Kurz darauf folgte ein Verkaufsbüro in den Niederlanden.
1996 verkaufte Erich Fischer EBV an Raab Karcher, eine Tochter von Veba Electronics, und zog sich aus dem Unternehmen zurück. Nach der Übernahme wurden innerhalb von 18 Monaten 21 neue Büros in 15 Ländern eröffnet. Niederlassungen bestanden nun zusätzlich in Großbritannien, Irland, Schweden, Norwegen, Finnland, Slowenien, Griechenland, Ungarn, Türkei, Israel, Russland, Südafrika, Frankreich, Polen und Tschechien.
Im Jahr 2000 trennte sich die E.ON AG (vormals VEBA) von ihrer Elektroniksparte. Sie verkaufte die Zwischenholding VEBA Electronics an ein Käuferkonsortium. Teile, darunter auch EBV Elektronik, erwarb dabei Avnet Inc. Ab 2010 entwickelte EBV unter dem Namen EBVchips eigene Halbleiter für und gemeinsam mit Kunden.

## Geschäftstätigkeit
Das Unternehmen betreut Industriekunden in den Bereichen Automotive, Consumer Electronics, Healthcare, Renewable Energies, Identification, LED-Lightspeed, RF and Wireless, High-Rel sowie Field Programmable Gate Array (FPGA). Unter dem Namen EBVchips entwickelt und designt EBV gemeinsam mit Kunden auch eigene Halbleiter.
Bereichsübergreifend berät EBV auch bei der Entwicklung von Lösungen für das IoT (Internet of Things – Internet der Dinge), wobei besondere Schwerpunkte auf der Hochfrequenz-Technik und Security (Informationssicherheit) liegen.
EBV vertreibt Elektronik-Bausteine und Entwicklungs-Tools. Das Produktportfolio umfasst im Einzelnen: analoge und gemischte Signal-Verarbeitung, Digitale Signalprozessoren und Mikroprozessoren, Speicher, Mikrocontroller, Optoelektronik, Energie-Versorgung- und Management, Sensoren, Kommunikation (funk- und kabel-basiert).